# Saison 2000-2001 de l'Olympique de Marseille
Maillots
Chronologie
Saison précédente Saison suivante
L'Olympique de Marseille s'aligne pour la saison 2000-2001 en Division 1, en Coupe de France, en Coupe de la Ligue.

## Faits marquants de la saison
L'Olympique de Marseille ne participe à aucune campagne européenne en cette saison 2000-2001.
À l’été 2000, Di Meco fait venir le tacticien brésilien Abel Braga connu pour avoir géré les tensions entre Romario et Edmundo. Au rayon des arrivées, le club marseillais se montre actif et enrôle notamment Marcelinho Paraíba, Bruno N'Gotty ou encore le Ballon d'Or 1995 George Weah. Dans le sens des départs, Pirès, Dalmat et Luccin quittent le club. Sur le terrain, le début de saison 2000-2001 se révèle être un échec sportif qui conduit au limogeage de Braga. En coulisses, Di Meco reproche la mauvaise situation sportive à Marchand et Robert Louis-Dreyfus. Inquiet de voir apparaître des émeutes de supporters dans la ville, le maire Jean-Claude Gaudin exige de RLD un remaniement au niveau de la direction. Di Meco et Marchand quittent alors leurs fonctions en décembre 2000. RLD donne les clés du recrutement à l'agent de joueurs Jean-Christophe Cano. Après plusieurs semaines, les médias vont alerter le grand public sur la présence du milieu marseillais dans le club. Dans les tribunes, les supporters, mécontents, tiennent des propos virulents à l’encontre du clan Dreyfus. RLD tente alors un coup en nommant Bernard Tapie directeur sportif et Pierre Dubiton directeur financier. En championnat, l'OM termine à la 15e place, et parvient à rester dans l'élite de justesse.

## Les rencontres de la saison

### Division 1
| J1  | J2  | J3  | J4  | J5  | J6  | J7  | J8  | J9  | J10 | J11 | J12 | J13 | J14 | J15 | J16 | J17 | J18 | J19 | J20 | J21 | J22 | J23 | J24 | J25 | J26 | J27 | J28 | J29 | J30 | J31 | J32 | J33 | J34 |
| --- | --- | --- | --- | --- | --- | --- | --- | --- | --- | --- | --- | --- | --- | --- | --- | --- | --- | --- | --- | --- | --- | --- | --- | --- | --- | --- | --- | --- | --- | --- | --- | --- | --- |
| V   | D   | N   | D   | V   | V   | D   | D   | V   | N   | D   | D   | N   | D   | D   | V   | D   | V   | D   | V   | D   | V   | N   | D   | D   | N   | V   | D   | N   | D   | V   | D   | V   | N   |
| 1er | 9e  | 10e | 13e | 9e  | 5e  | 10e | 13e | 11e | 10e | 14e | 14e | 15e | 16e | 16e | 16e | 16e | 15e | 15e | 15e | 15e | 14e | 15e | 15e | 15e | 15e | 14e | 14e | 15e | 15e | 15e | 15e | 14e | 15e |
| + 3 | + 2 | + 3 | + 3 | + 4 | + 7 | + 4 | + 4 | + 4 | + 4 | + 4 | + 4 | + 4 | + 3 | + 3 | + 3 | + 3 | + 5 | + 5 | + 6 | + 6 | + 8 | + 8 | + 5 | + 4 | + 5 | + 7 | + 7 | + 8 | + 7 | + 8 | + 5 | + 5 | + 6 |

## Statistiques

### Division 1
- Meilleur classement de la saison : 1er (J1)
- Pire classement de la saison : 16e (J14 à J17)
- Plus grand écart de points avec le poursuivant : + 0 (J1)
- Plus grand écart de points avec le leader : - 28 (J34)
- Plus faible écart de points avec le premier relégable : + 2 (J2)
- Plus grand écart de points avec le premier relégable : + 8 (J22-23 / J29 / J31)
- Plus grande série de victoires : 2 (J5-6)
- Plus grande série de matchs nuls : 1 (J3 / J10 / J13 / J23 / J26 / J29 / J34)
- Plus grande série de défaites : 2 (J7-8 / J11-12 / J14-15 / J24-25)
- Plus grande série de matchs sans défaite : 2 (J5-6 / J9-10 / J22-23 / J26-27 / J33-34)
- Plus grande série de matchs sans victoire : 6 (J10 à 15)
- Plus large victoire : 4-1 (contre Metz)
- Plus large défaite : 3-0 (VS Saint-Étienne, Bastia et Bordeaux)
- Plus grande série de matchs en marquant au moins un but : 3 (J4 à J6)
- Plus grande série de matchs sans marquer : 3 (J28 à J30)
- Rencontre avec le plus de buts marqués par l'OM : 4 (victoire 4-1 contre Metz)
- Rencontres avec le plus de buts encaissés par l'OM : 3 (défaites 3-0 contre Saint-Étienne, Bastia et Bordeaux / défaite 3-2 contre Nantes)
- Rencontre la plus prolifique en buts : 5 (défaite 3-2 contre Nantes / victoire contre Metz 4-1)
- Rencontres les moins prolifiques en buts : 0 (contre Lens et Strasbourg)

| Position en club | Position en Division 1 | Joueur             | Poste     | Nombre de buts     | Un but toutes les... |
| ---------------- | ---------------------- | ------------------ | --------- | ------------------ | -------------------- |
| 1er              | 21e                    | Djamel Belmadi     | Milieu    | 8                  | 267 minutes (1er)    |
| 2e               | 51e                    | George Weah        | Attaquant | 5                  | 309 minutes (2e)     |
| 3e               | 67e                    | Jérôme Leroy       | Milieu    | 4                  | 545 minutes          |
| 4e               | 72e                    | Adriano            | Milieu    | 3                  | 311 minutes (3e)     |
| 5e               | 75e                    | Marcelo dos Santos | Milieu    | 3                  | 394 minutes          |
| 6e               | 89e                    | Ibrahima Bakayoko  | Attaquant | 3                  | 443 minutes          |
| 7e               | 120e                   | William Gallas     | Défenseur | 2                  | 1337 minutes         |
| 8                | 158e                   | Jacques Abardonado | Défenseur | 1                  | 1193 minutes         |
| 9e               | 196e                   | Zoumana Camara     | Défenseur | 1                  | 2702 minutes         |
| 10e              | 200e                   | Florian Maurice    | Attaquant | 1 (dont 1 penalty) | 781 minutes          |